# Union des patriotes congolais
 (avril 2024).
 (octobre 2024).
Si vous disposez d'ouvrages ou d'articles de référence ou si vous connaissez des sites web de qualité traitant du thème abordé ici, merci de compléter l'article en donnant les références utiles à sa vérifiabilité et en les liant à la section « Notes et références ».
L'Union des patriotes congolais (UPC) est un mouvement rebelle congolais, dirigé par Thomas Lubanga et principalement constitué de l'ethnie des Hemas.

## Histoire
L'UPC, proche du gouvernement rwandais, est impliquée dans la guerre qui se déroule dans la province d'Ituri (République démocratique du Congo), et qui l'oppose au Front des nationalistes et intégrationnistes (FNI), composé de population Lendu. Le 7 janvier 2003, elle forme une alliance avec le Rassemblement congolais pour la démocratie et s'engage contre l'Angola. Depuis, les combats font rage pour le contrôle de la ville de Bunia.
L'UPC est accusée d'utiliser des enfants soldats dans ses troupes. En 2002, elle et ses alliés auraient perpétré un massacre de plusieurs centaines de personnes, à Songolo.
Le 10 juin 2003, les forces armées françaises, sous mandat de l'Organisation des Nations unies, s'y est installée dans le cadre de l'opération Artémis. Un processus de désarmement est en cours. Le 25 février 2005, neuf soldats bangladais (casques bleus) sont tués à Bunia. L'UPC et le FNI nient toute implication. Le 19 mars 2005, Thomas Lubanga est arrêté par le gouvernement congolais, après l'arrestation d'autres dirigeants de milice. Pendant que son « président national » est en prison à Kinshasa, John Tinazabu, le secrétaire général, dirige le mouvement.
Thomas Lubanga a été transféré le 17 mars 2006 de Kinshasa à La Haye afin de comparaître devant la Cour pénale internationale (CPI).
Le procès initialement prévu le 23 juin 2008 a eu lieu le 26 janvier 2009.

## Condamnation
Bosco Ntaganda est par ailleurs également inculpé par la CPI lors d'un procès débutant en septembre 2015.